# Alberto Teardo
Alberto Teardo (Venezia, 26 maggio 1937) è un politico italiano.

## Biografia
Cresciuto a Venezia, si trasferisce a Savona come sindacalista di area socialista della Federazione Impiegati Operai Metallurgici. Nominato presidente dell'Ente Case Popolari, diventa consigliere regionale e poi assessore ai lavori pubblici nella Giunta regionale della Liguria; quindi diventa presidente della Regione, ricoprendo l'incarico dal 28 settembre 1981 al 25 maggio 1983.
Il 14 giugno 1983, poche settimane prima delle elezioni politiche nelle quali si era candidato, viene arrestato con l'accusa di associazione a delinquere di stampo mafioso, nell'ambito di un'inchiesta per corruzione e concussione con altri esponenti del PSI ligure: tra i capi d'accusa ci sono i suoi legami con Peppino Marcianò, boss della 'ndrangheta in Liguria e grande elettore di Teardo. Viene rilasciato, dopo avere scontato più di due anni di carcere, per la caduta dell'accusa di mafia. Nel 1985 la Corte d'appello di Genova lo condanna a 12 anni e 9 mesi per i reati di associazione a delinquere, concussione, concussione continuata, peculato ed estorsione.
Il suo nome compare nella lista degli appartenenti alla P2 con la tessera nº 341.